# Liste der Baudenkmale in Beggerow
In der Liste der Baudenkmale in Beggerow sind alle denkmalgeschützten Bauten der Gemeinde Beggerow (Mecklenburg-Vorpommern) und ihrer Ortsteile aufgelistet. Grundlage ist die Veröffentlichung der Denkmalliste des Landkreises Mecklenburgische Seenplatte (Auszug) vom 20. Januar 2017.

## Baudenkmale nach Ortsteilen

### Beggerow
| ID  | Lage               | Bezeichnung | Beschreibung | Bild           |
| --- | ------------------ | ----------- | --- | -------------- |
| 164 | Dorfstraße (Karte) | Kirche      | Gotischer Kern von um 1300 aus Feld- und Backstein; flach gedecktes Kirchenschiff und dreiseitiger Chor-Schluss; nach Zerstörung im Dreißigjährigen Krieg erfolgte 1737 der Wiederaufbau; romanisierter Westturm mit Walmdach; Barnim - Orgel von 1884. | Weitere Bilder |

## Quelle
- Karte der Baudenkmale im Geoportal des Landkreises